# 釜めし夫婦
「釜めし夫婦」（かまめしふうふ）は、1967年6月3日から同年7月15日までフジテレビ系列の「土曜劇場」（当時：土曜日21:30 - 22:26）の枠で放映されたテレビドラマ。全7回。
群馬県の信越本線横川駅にある駅弁店「荻野屋」4代目社長の高見澤みねじをモデルにしており、峠の釜めしの知名度が全国に広まるきっかけになった。ドラマ撮影時の写真は荻野屋本店向かいの、おぎのや資料館に展示されている。

## スタッフ
- 脚本：岡田光治

- 音楽：木下忠司

- 美術：藤森忠之
- 技術：中村順二郎

- カメラ：飯田勇
- 音声：八木茂雄
- 照明：小宮俊彦
- 映像：宮崎真木雄
- VTR：今井英?

- 床山：田村滋男
- 音響効果：村野三郎
- 視覚効果：吉留綋平
- 大道具進行：藤沢実

- 美術進行：大橋義輝
- 装飾：橋本博和
- 衣裳：相原佐企子
- 化粧：高島玲子

- テープ：吉田和弘
- タイトル：川崎利治
- 演出助手：須藤実

- プロデューサー：法亢堯次

- 協力：長野県軽井沢町

## 配役
- 千穂：池内淳子

- 前の駅長／佐島：森川信

- 玄一郎：松村達雄
- 番頭小平：花柳喜章

- 駅長／犬丸：犬塚弘
- 上弁／足田：桜井センリ

- 上弁／専務：市村俊幸
- 駐在さん：桑山正一

- みね子：夏川静枝
- 女中／お春：春川ますみ

- 駅員／秋山：阪脩
- 売子／弘：稲吉靖
- 売子／実：直木みつ男

- 上弁売子：花村えいじ
- 友美：音無美紀子
- 医者：平野元

- 客：与志住正、川副博敏、西川ひろみ
- 車掌：牧田正嗣
- 看護婦：志村幸江

- 謙造：石山健二郎

- 信太郎：田村高廣

- 演出：福中八朗

- 制作：東京映画、フジテレビ